# 바란 코사리
바란 코사리(페르시아어: باران کوثری, 영어: Baran Kosari, 1985년 10월 17일 ~ )는 이란의 배우이다. 파즈르 국제 영화제 크리스털 시무르그 여우주연상 2회(2007, 2015) 수상자이다.  영화 감독 라흐샨 바니 에테마드의 딸이다.

## 출연 작품
- 콜드 스웨트 (2018)
- 란투어리 (2016)
- 더 걸스 하우스 (2015)
- 자메 다란 (2015)
- 아임 낫 앵그리! (2014)
- 헤이트리드 (2012)
- 크로스로드 (2006)
- 길라네 (2005)
- 언더 더 스킨 오브 시티 (2001)